# Hesketh Racing
Hesketh Racing war ein englisches Motorsportteam, das von 1973 bis 1978 in der Formel 1 antrat und zeitweise auch bei Formel-3- und Formel-2-Rennen an den Start ging. Das Team hatte das Image einer Partytruppe und wird in erster Linie mit dem Rennfahrer James Hunt in Verbindung gebracht, der von 1972 bis einschließlich 1975 für Hesketh fuhr.

## Unternehmensgeschichte
Der Rennstall wurde 1972 von Alexander Fermor-Hesketh, 3. Baron Hesketh gegründet. Die Initiative ging auf den Rennfahrer Anthony „Bubbles“ Horsley zurück, der in den 1960er-Jahren mehrfach in kleineren Motorsportklassen für Frank Williams angetreten war. Hesketh und Horsley begannen ihr gemeinsames Motorsportengagement in der Formel 3, stiegen aber schon nach einem Jahr in die Formel 1 auf. Hesketh Racing bestritt die Debütsaison als Kundenteam. 1974 entstand das erste eigene Auto, mit dem James Hunt in zwei Jahren einen Sieg und sechs weitere Podiumsplatzierungen bei Weltmeisterschaftsläufen erreichte. 
Hesketh Racing erweckte in dieser Zeit den Eindruck einer Partytruppe, der es mehr um Spaß und Aufsehen als um sportliche Erfolge zu gehen schien. James Hunt, der die Aura einer „Pop-Ikone“ oder des „Rockstars der Formel 1“ hatte, komplettierte das Bild. 
Hesketh Racing trat von 1973 bis 1975 ohne Sponsoren in der Formel 1 an; der Rennstall wurde ausschließlich von Alexander Hesketh finanziert. Im Laufe der Saison 1975 traten wirtschaftliche Schwierigkeiten auf. Der Rennstall war nun auf Gelder Dritter angewiesen. Sponsoren ließen sich im Hinblick auf das nach wie vor als unseriös empfundene Image des Rennstalls nicht finden, sodass das Hesketh im Laufe der Saison ein Chassis an zahlende Fahrer vermietete, die neben James Hunt, dem Star des Teams, antraten. Mit Ablauf der Saison 1975 zog sich Alexander Hesketh aus dem Rennstall zurück. Einige der Autos und ein Teil der Ausrüstung wurde an das Team Frank Williams Racing Cars verkauft, das damit in der folgenden Saison unter der Bezeichnung Walter Wolf Racing an den Start ging. 
Bubbles Horsley, der bisherige Teammanager, übernahm den Rennstall und hielt Hesketh Racing mit verringerter Ausstattung bis 1978 in der Formel 1. In diesen Jahren war Hesketh ein Team für Paydriver: Fahrer wie Eddie Cheever, Harald Ertl und Hector Rebaque bestritten ihre ersten Formel-1-Rennen für Horsleys Hesketh-Team.

## Formel 3
1972 debütierte Hesketh Racing in der britischen Formel-3-Meisterschaft. Das Team setzte Rennwagen der Dastle Company ein, die ihrerseits Erstlingswerke des Konstrukteurs Geoffrey Rumble waren. Fahrer des Teams waren Bubbles Horsley und Steve Thompson. Im Mai 1972 wurde Thompson durch James Hunt ersetzt, der zuvor für das March-Werksteam in der Formel 3 gefahren war und den Rennstall einen Monat zuvor im Streit verlassen hatte. Das Formel-3-Engagement des Hesketh-Teams endete bereits im Juli 1972: Beim John Player British Grand Prix 1972 in Brands Hatch zerstörte James Hunt im Training eines der beiden Fahrzeuge des Teams, sodass er am Rennen nicht teilnehmen konnte. Das zweite Chassis fuhr Horsley. Er beschädigte sein Auto in der Aufwärmrunde irreparabel, sodass kein Hesketh-Auto ins Rennen ging. Danach wandte sich das Team der Formel 2 zu.

## Formel 2
Ab Juli 1972 meldete Hesketh Racing regelmäßig einen March 722 für James Hunt zu den Rennen der Formel-2-Europameisterschaft. Tatsächlich trat das Team allerdings erst im September 1972 an. Hunts erstes Formel-2-Rennen war der Festspielpreis der Stadt Salzburg, bei dem er nach 25 Runden vorzeitig ausschied. Auf dem Hockenheimring wurde er Zehnter, das Rennen in Albi schloss er auf Rang acht ab. 1973 ging Hunt noch mit einem Surtees T15 zu einzelnen Formel-2-Rennen für Hesketh an den Start. Nachdem Hunt den Surtees im Training zum Grand Prix de Pau 1973 durch einen Unfall zerstört hatte, beendete Hesketh das Formel-2-Engagement in der Erwartung, dass ein Einstieg in die Formel 1 „nicht wesentlich teurer“ sei als der Formel-2-Betrieb.

## Formel 1

### 1973
Heskeths Formel-1-Engagement begann als Kundenteam. Beim Race of Champions 1973, das keinen Weltmeisterschaftsstatus hatte, setzte der Rennstall einen Surtees TS9 (Chassis 9/006) ein, der 1971 aufgebaut worden war. Hunt war nach Tim Schenken, Sam Posey und Carlos Pace der vierte Rennfahrer, der dieses Chassis fuhr. Er ging von Startplatz 13 aus ins Rennen. Während der Veranstaltung fielen zahlreiche Spitzenfahrer aus, sodass er das Rennen letztlich als Dritter hinter Peter Gethin und Denis Hulme beendete. 
Nach diesem Rennen gab Hesketh den Surtees TS9 auf. Der Teammanager Horsley war der Ansicht, dass March Engineering bessere Kundenfahrzeuge bereitstellte, und kaufte im Frühjahr 1973 einen March 731. Es handelte sich um das dritte von fünf 1972 gebauten March-721G-Fahrzeugen, das in der Formel-1-Saison 1972 von Ronnie Peterson gefahren worden war und das in der Winterpause 1972/73 ein technisches Update erhalten hatte. Der Wagen wurde technisch von Harvey Postlethwaite betreut und erreichte ein besseres technisches Niveau als die Werkswagen. Hunt fuhr mit ihm besser als die Werkspiloten Jean-Pierre Jarier, Henri Pescarolo und Roger Williamson: Während die Werksfahrer 1973 keine Weltmeisterschaftspunkte einfahren konnten, wurde Hunt bereits in seinem dritten Formel-1-Rennen, dem Großen Preis von Großbritannien, Vierter. Beim folgenden Rennen in den Niederlanden wurde er Dritter und stand damit erstmals in seiner Formel-1-Karriere auf dem Podium. Das beste Ergebnis des Jahres erreichte Hunt beim Saisonabschluss in Watkins Glen: Den Großen Preis der USA beendete Hunt auf Platz zwei. Hunt, der in diesem Jahr nur sieben von 15 Formel-1-Rennen bestritten hatte, wurde in der Endwertung mit 14 Punkten Achter der Fahrerwertung.

### 1974

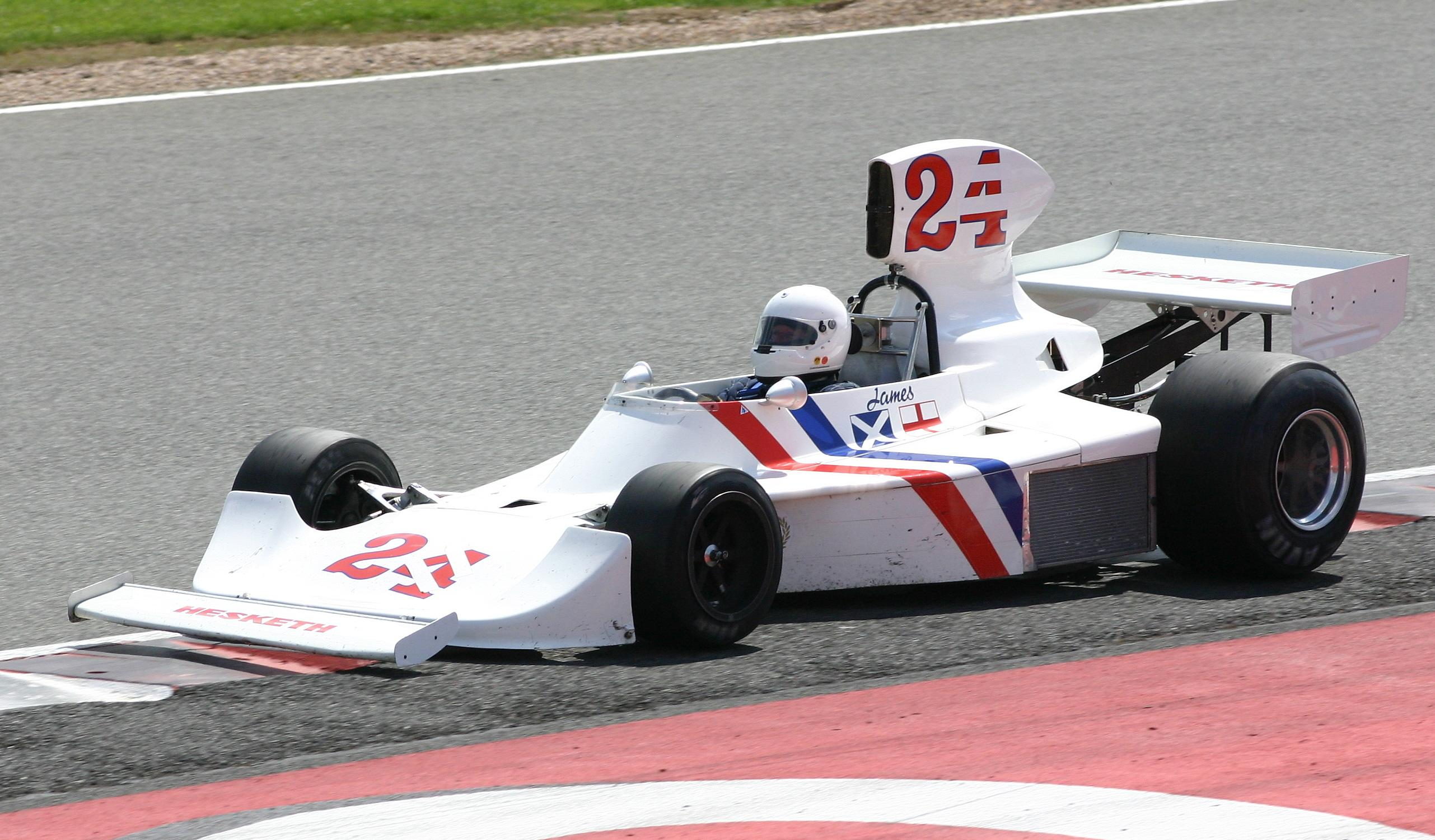
Hesketh 308

Ab 1974 war Hesketh ein Konstrukteur, d. h. ein Team, das mit selbst entwickelten und selbst gebauten Autos antrat. Der Hesketh 308 wurde von Harvey Postlethwaite entworfen. Es war ein konservatives Auto mit einem 3,0 Liter großen Cosworth-Motor, das sich in zahlreichen Details an dem March 731 orientierte, den das Team im Vorjahr verwendet hatte. Die Autos wurden auf dem Gelände des Hesketh-Landguts aufgebaut und gewartet. 1974 entstanden vier Chassis, von denen Hunt in diesem Jahr nacheinander drei einsetzte.
Der Hesketh 308 erwies sich als leistungsfähig, allerdings auch defektanfällig. So gab es neben einigen Erfolgen auch zahlreiche technisch bedingte Ausfälle. Hunt gewann das dritte Rennen des 308, die BRDC International Trophy in Silverstone, die keinen Weltmeisterschaftsstatus hatte. Er wurde jeweils Dritter bei den Weltmeisterschaftsläufen in Schweden, Österreich und den USA. Bei neun Rennen fiel er infolge technischer Defekte oder durch Unfälle aus. Am Ende des Jahres belegte Hunt mit 15 Punkten erneut Platz acht der Fahrwertung; das Hesketh-Team wurde Vierter in der Konstrukteursweltmeisterschaft.

### 1975

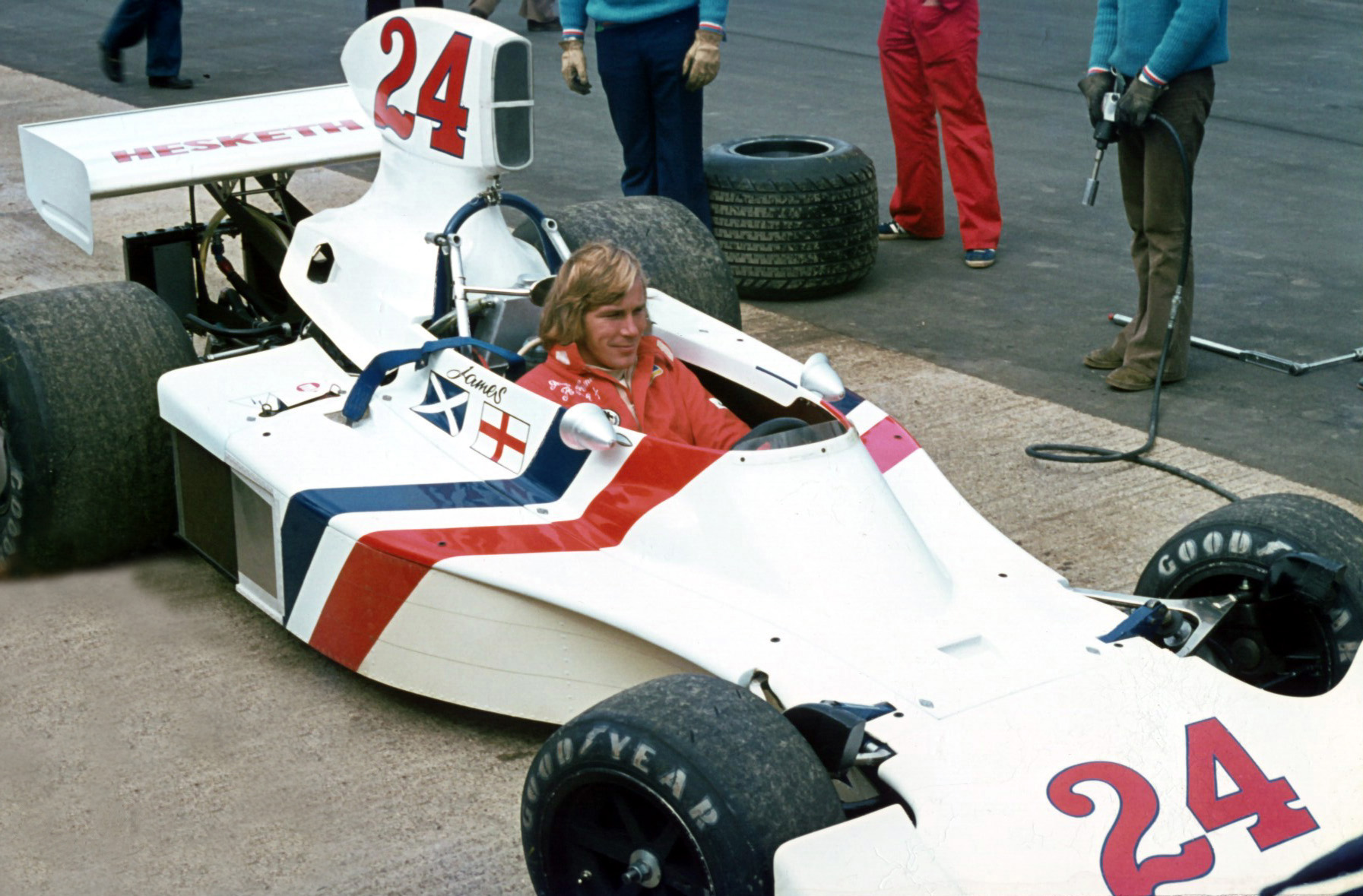
James Hunt im Hesketh 308 beim Großen Preis von Großbritannien 1975

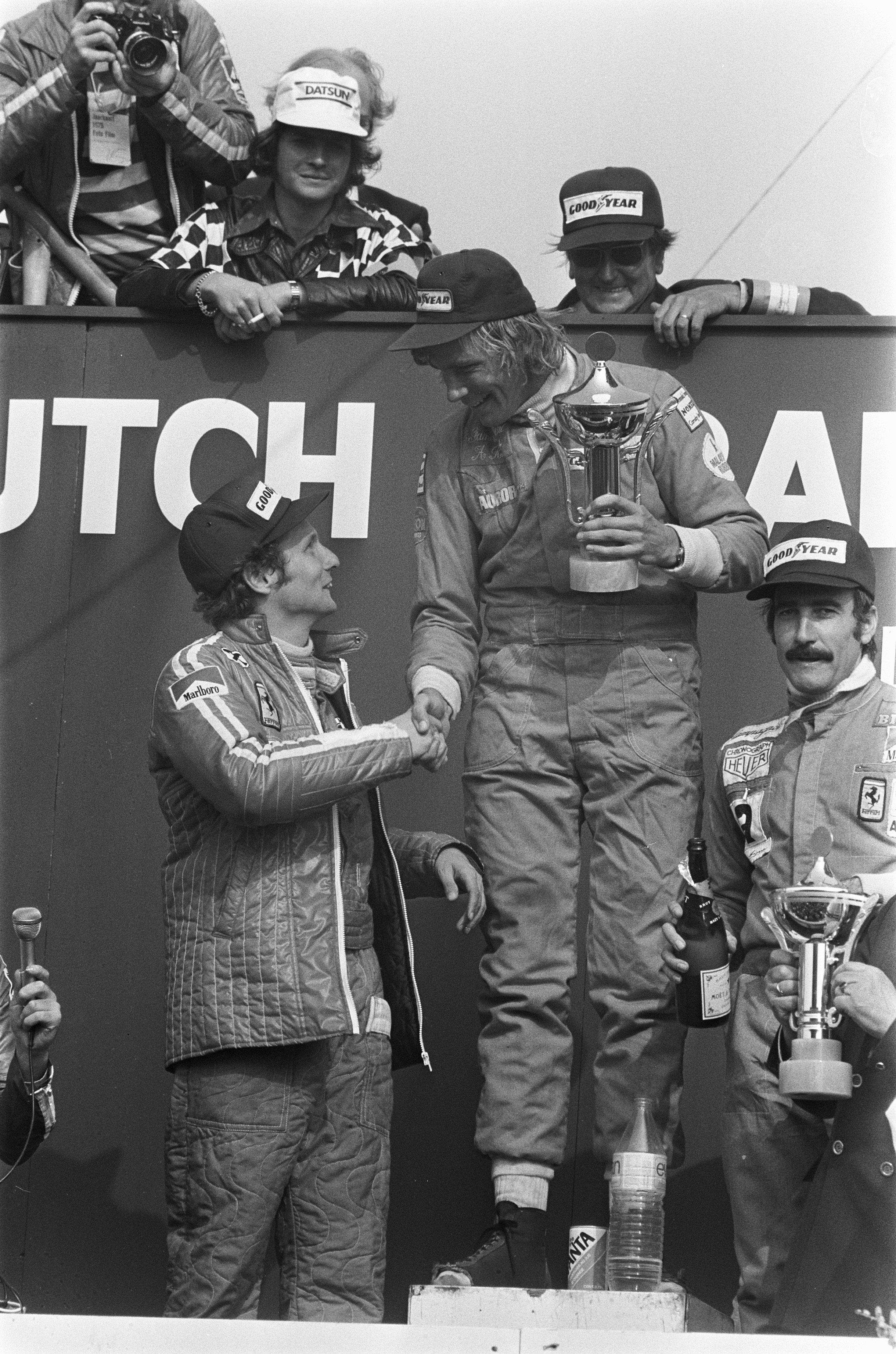
Einziger GP-Sieg für Hesketh: James Hunt beim Großen Preis der Niederlande 1975

Die Automobil-Weltmeisterschaft 1975 wurde zum erfolgreichsten Jahr des Hesketh-Teams.
Postlethwaite entwickelte den 308 konsequent weiter. Nachdem das Team in den ersten Rennen des Jahres das zweite und dritte Chassis des 1974 vorgestellten Typs 308 eingesetzt hatte, erschien im August 1975 der Hesketh 308C, eine kompaktere Konstruktion, die gegenüber dem Vorjahresmodell eine verbesserte Aerodynamik aufwies und eine modifizierte Aufhängung hatte. Vom 308C entstand 1975 ein Fahrzeug; zwei weitere Exemplare wurden 1976 aus Ersatzteilen komplettiert.
Hunt belegte beim Auftaktrennen in Argentinien Platz zwei, beim folgenden Rennen in Brasilien wurde er Sechster. Daran schloss sich eine Reihe von fünf aufeinander folgenden Ausfällen an, die dreimal technisch bedingt und in zwei Fällen auf Fahrfehler Hunts zurückzuführen waren.
Beim Großen Preis der Niederlande in Zandvoort kam es zu einem Wettkampf zwischen Hunt und Niki Lauda um den Sieg. Lauda hatte die Poleposition inne, Hunt belegte im 308 mit einem Trainingsrückstand von 0,4 Sekunden den dritten Startplatz. Beim Start war es regnerisch, Hunt und Lauda gingen wie die meisten anderen Piloten mit Regenreifen ins Rennen. Lauda führte das Rennen an, Hunt war nach dem Start hinter Jody Scheckter (Tyrrell) und Clay Regazzoni (Ferrari) auf Platz vier zurückgefallen. Bei abtrocknender Piste wechselte er frühzeitig auf Trockenreifen, während Lauda noch einige Runden länger auf Regenreifen fuhr, die zunehmend langsamer wurden. Nachdem auch er die Reifen gewechselt hatte, lag Hunt im Hesketh an der Spitze des Feldes, während Lauda auf Platz drei zurückgefallen war. Zwischen ihnen lag Jean-Pierre Jarier im technisch unterlegenen Shadow. In der 44. Runde überholte Lauda Jarier, dessen Reifen beschädigt waren, und schloss auf den führenden Hunt auf. Während der letzten 15 Rennrunden lieferten sich Hunt und Lauda einen Kampf um den Rennsieg. Letztlich gewann Hunt mit einer Sekunde Vorsprung vor Lauda.
Die Großen Preise von Frankreich und Österreich beendete Hunt jeweils als Zweiter; hinzu kamen zwei vierte und ein fünfter Platz in den Herbstrennen. Hunt schloss die Saison mit 33 Punkten als WM-Vierter ab; Lauda wurde mit 64,5 Punkten Fahrerweltmeister. 
Um den Betrieb des Rennstalls zu finanzieren, war Hesketh ab dem Frühjahr 1975 auf Gelder Dritter angewiesen. Hesketh gab daraufhin einigen zahlenden Fahrern die Gelegenheit, bei einzelnen Rennen einen zweiten Hesketh neben James Hunt zu fahren: 
- Der Schwede Torsten Palm meldete sich in Monaco und in den Niederlanden für das zweite Hesketh-Chassis (308/3). In Monaco verpasste er die Qualifikation, während er auf dem Circuit Zandvoort, auf dem Hunt sein erstes Formel-1-Rennen gewann, Zehnter wurde.
- Alan Jones debütierte beim Großen Preis von Spanien im Hesketh 308/1. Sein Team war der britische Rennstall Custom Made Harry Stiller Racing, der das Auto für vier Rennen gemietet hatte. Jones fiel Spanien, in Monaco und in Belgien jeweils vorzeitig aus. Erst bei seinem letzten Einsatz im Hesketh in Schweden kam er ins Ziel. Er erreichte die Punkteränge nicht.
- Harald Ertl fuhr den Hesketh 308/1 bei den Großen Preisen von Deutschland, Österreich und Italien. Er wurde finanziell von der Brauerei Warsteiner unterstützt. Ertl wurde einmal Achter und einmal Neunter.
- Der Amerikaner Brett Lunger fuhr den Hesketh 308/3 in Österreich, Italien und in den USA. Lunger wurde in Österreich 13. und in Italien 10. Bei seinem Heimatrennen fiel er vorzeitig aus.

Am Ende des Jahres zog sich Alexander Hesketh aus der Formel 1 zurück. James Hunt wechselte daraufhin zum Team McLaren, mit dem er im folgenden Jahr die Fahrerweltmeisterschaft gewann. 

### 1976
In der Formel-1-Saison 1976 setzte das Hesketh-Team den Rennbetrieb unter der Leitung von Bubbles Horsley fort. Als Sponsor konnte jedenfalls für einige Rennen das Männermagazin Penthouse verpflichtet werden. Heskeths Stammfahrer war Harald Ertl; das zweite Auto wurde bei fünf Rennen von Guy Edwards gefahren; jeweils einmal gingen Rolf Stommelen und Alex-Dias Ribeiro neben Ertl an den Start. Bei den Einsatzfahrzeugen musste Horsley auf veraltetes Material zurückgreifen: Die 1975 aufgebauten 308C standen nicht zur Verfügung, da Hesketh sie zum Jahresende an Frank Williams’ Rennstall verkauft hatte. Dort hatten sie 1976 ein zweites Leben unter der Bezeichnung Williams FW05. Für die Konstruktion neuer Rennwagen fehlte Hesketh das Geld. Daher überarbeitete das Team zwei 1974 aufgebaute 308-Chassis und gab ihnen die Bezeichnung 308D. 
Ertl verpasste dreimal die Qualifikation. In den übrigen Rennen kam er nicht in den Punkterängen ins Ziel. Sein bestes Ergebnis war der siebente Platz beim Großen Preis von Großbritannien. Edwards kam bei fünf Versuchen dreimal ins Ziel; sein bestes Ergebnis war Rang 15 beim Großen Preis von Deutschland. Auch Stommelen und Ribeiro erzielten keine Punkte.

### 1977 bis 1978
Hesketh baute für die Saison 1977 neue Formel-1-Wagen (Typ 308E) auf, die aber wenig Erfolg hatten. Das Team löste sich 1978 auf.

## Alle Formel-1-Fahrer des Teams

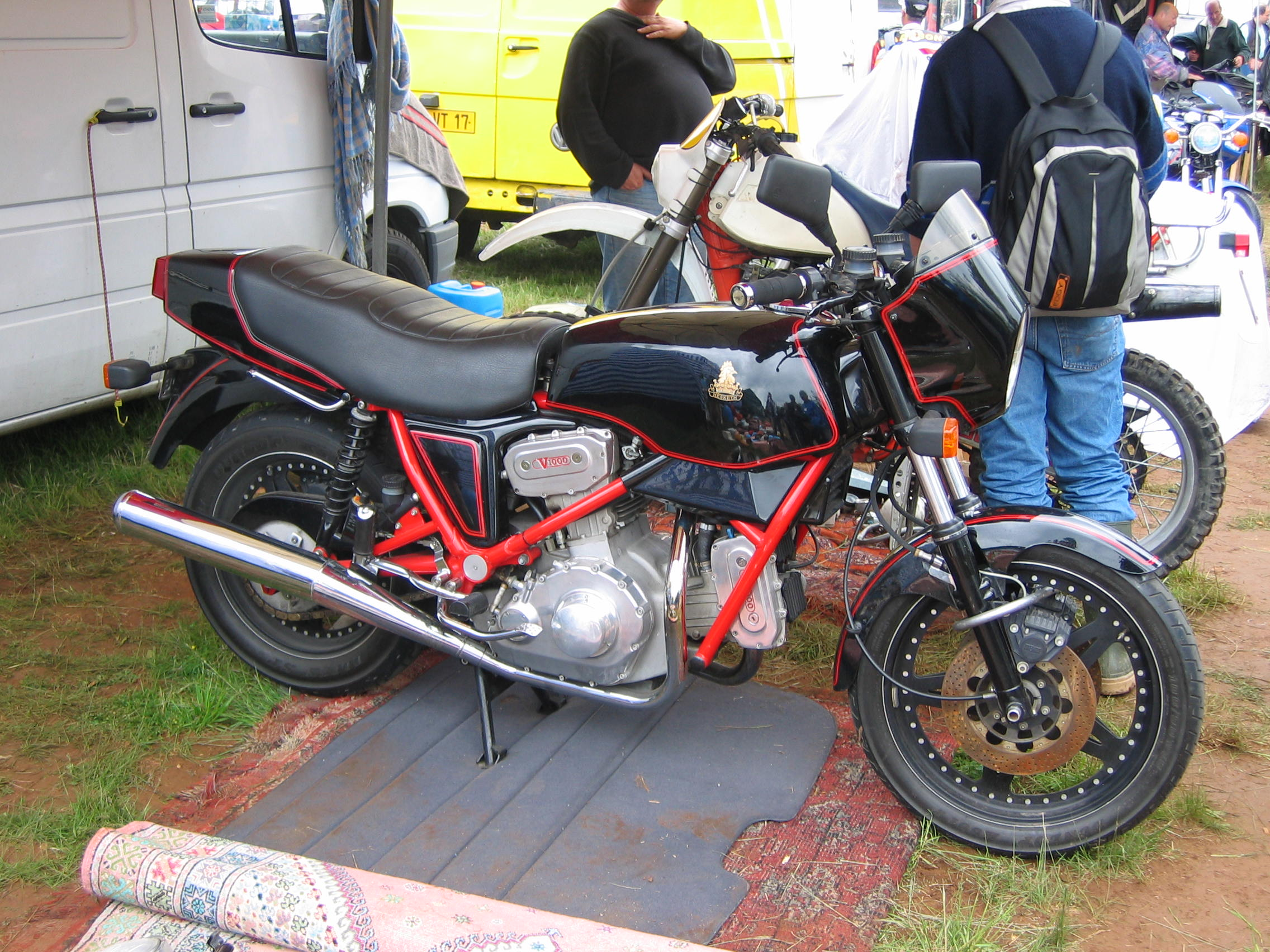
Ein Hesketh-Motorrad

| Jahr | Team         | Fahrer         | Anzahl der GP |
| ---- | ------------ | -------------- | ------------- |
| 1973 | Hesketh-Ford | James Hunt     | 13            |
| 1974 | Hesketh-Ford | James Hunt     | 13            |
| 1974 | Hesketh-Ford | Ian Scheckter  | 1             |
| 1975 | Hesketh-Ford | James Hunt     | 14            |
| 1975 | Hesketh-Ford | Alan Jones     | 4             |
| 1975 | Hesketh-Ford | Brett Lunger   | 3             |
| 1975 | Hesketh-Ford | Harald Ertl    | 3             |
| 1975 | Hesketh-Ford | Torsten Palm   | 2             |
| 1976 | Hesketh-Ford | Harald Ertl    | 14            |
| 1976 | Hesketh-Ford | Guy Edwards    | 6             |
| 1976 | Hesketh-Ford | Alex Ribeiro   | 1             |
| 1976 | Hesketh-Ford | Rolf Stommelen | 1             |
| 1977 | Hesketh-Ford | Rupert Keegan  | 12            |
| 1977 | Hesketh-Ford | Héctor Rebaque | 6             |
| 1977 | Hesketh-Ford | Harald Ertl    | 5             |
| 1977 | Hesketh-Ford | Ian Ashley     | 4             |
| 1978 | Hesketh-Ford | Derek Daly     | 3             |
| 1978 | Hesketh-Ford | Divina Galica  | 2             |
| 1978 | Hesketh-Ford | Eddie Cheever  | 1             |

## Hesketh heute
Heute bietet Hesketh Motortuning und Spezialmotorräder an.